# Viadotto Favazzina
Il viadotto Favazzina è un viadotto italiano con struttura mista in acciaio-calcestruzzo armato, situato nei pressi di Favazzina di Scilla sull'autostrada Salerno-Reggio Calabria.
Fu aperto al traffico il 5 marzo 2013, segnando la fine dei lavori di una delle tratte più complesse dell'autostrada Salerno-Reggio Calabria.
la lunghezza totale del viadotto raggiunge i 440 metri, divisa -  proprio in relazione alle caratteristiche della vallata - in una campata centrale di 220 metri e in due campate laterali che misurano 110 metri. L'altezza massima dei piloni raggiunge i 100 metri.
Il tracciato del ponte Favazzina è curvilineo dall’inizio alla fine, mentre l’impalcato è realizzato con un sistema misto di acciaio e calcestruzzo, e viene sorretto nel vuoto da enormi pile che assomigliano a giganti ben piantati nella vallata. La pila 2 della carreggiata Sud, la più piccola tra tutte, è alta 54,6 metri. Un’altezza che raggiunge i 91,9 metri per la pila 2 della carreggiata Nord.